# Saint-Brieuc-de-Mauron
Saint-Brieuc-de-Mauron är en kommun i departementet Morbihan i regionen Bretagne i nordvästra Frankrike. Kommunen ligger i kantonen Mauron som tillhör arrondissementet Vannes. År 2022 hade Saint-Brieuc-de-Mauron 294 invånare.

## Befolkningsutveckling
Antalet invånare i kommunen Saint-Brieuc-de-Mauron
| Referens: INSEE |